# Opisthoxia ceres
Opisthoxia ceres är en fjärilsart som beskrevs av Charles Oberthür 1916. Opisthoxia ceres ingår i släktet Opisthoxia och familjen mätare. Inga underarter finns listade i Catalogue of Life.